# 동화 (영화)
"동화"는 2018년에 개봉한 대한민국의 영화이다. 

## 캐스팅
- 서영주 : 동화 역
- 한보배 : 은정 역
- 이찬희 : 준상 역
- 권철 : 진석 역
- 김도현 : 장호 역

## 같이 보기
- 2018년 대한민국의 영화 목록